# All England 1996
Die All England 1996 im Badminton fanden vom 11. bis 16. März in Birmingham statt. Sie waren die 86. Auflage dieser Veranstaltung. Das Preisgeld betrug 125.000 US-Dollar und die Veranstaltung hatte damit 5 Sterne in der Grand-Prix-Wertung.

## Austragungsort
- National Indoor Arena

## Sieger und Platzierte
| Disziplin    | Gold                       | Silber                        | Bronze                                  |
| ------------ | -------------------------- | ----------------------------- | --------------------------------------- |
| Herreneinzel | Poul-Erik Høyer Larsen     | Rashid Sidek                  | Park Sung-woo                           |
| Herreneinzel | Poul-Erik Høyer Larsen     | Rashid Sidek                  | Lee Kwang-jin                           |
| Dameneinzel  | Bang Soo-hyun              | Ye Zhaoying                   | Susi Susanti                            |
| Dameneinzel  | Bang Soo-hyun              | Ye Zhaoying                   | Kim Ji-hyun                             |
| Herrendoppel | Ricky Subagja Rexy Mainaky | Cheah Soon Kit Yap Kim Hock   | Jon Holst-Christensen Thomas Lund       |
| Herrendoppel | Ricky Subagja Rexy Mainaky | Cheah Soon Kit Yap Kim Hock   | S. Antonius Budi Ariantho Denny Kantono |
| Damendoppel  | Ge Fei Gu Jun              | Helene Kirkegaard Rikke Olsen | Ann-Lou Jørgensen Lotte Olsen           |
| Damendoppel  | Ge Fei Gu Jun              | Helene Kirkegaard Rikke Olsen | Tang Hetian Qin Yiyuan                  |
| Mixed        | Park Joo-bong Ra Kyung-min | Simon Archer Julie Bradbury   | Nick Ponting Joanne Goode               |
| Mixed        | Park Joo-bong Ra Kyung-min | Simon Archer Julie Bradbury   | Jan-Eric Antonsson Astrid Crabo         |

## Finalresultate
| Disziplin    | Sieger                     | Finalist                      | Ergebnis     |
| ------------ | -------------------------- | ----------------------------- | ------------ |
| Herreneinzel | Poul-Erik Høyer Larsen     | Rashid Sidek                  | 15–7, 15–6   |
| Dameneinzel  | Bang Soo-hyun              | Ye Zhaoying                   | 11–1, 11–1   |
| Herrendoppel | Ricky Subagja Rexy Mainaky | Cheah Soon Kit Yap Kim Hock   | 15–6, 15–5   |
| Damendoppel  | Ge Fei Gu Jun              | Helene Kirkegaard Rikke Olsen | 15–7, 15–3   |
| Mixed        | Park Joo-bong Ra Kyung-min | Simon Archer Julie Bradbury   | 15–10, 15–10 |

## Herreneinzel

### 1. Runde
- Joko Suprianto –  Iain Sydie: 15-6 / 15-4
- Lin Liwen –  Pang Chen: 15-12 / 9-15 / 15-2
- Dipankar Bhattacharjee –  Steve Isaac: 15-9 / 15-4
- Lasse Lindelöf –  Theodoros Velkos: 15-11 / 15-5
- Hermawan Susanto –  Colin Haughton: 15-3 / 15-11
- Peter Gade –  Bruce Flockhart: 15-8 / 15-5
- Lee Kwang-jin –  Pierre Pelupessy: 15-12 / 15-13
- Imay Hendra –  Ricardo Fernandes: 15-7 / 15-11
- Alan Budikusuma –  Rajeev Bagga: 15-5 / 15-6
- Yu Lizhi –  Tjitte Weistra: 18-15 / 15-3
- Kenneth Jonassen –  Pawel Uwarow: 15-18 / 15-10 / 15-5
- Rashid Sidek –  Chris Bruil: 10-18 / 15-5 / 15-7
- Fumihiko Machida –  Jyri Aalto: 15-12 / 15-10
- Thomas Stuer-Lauridsen –  Robert Nock: 15-13 / 15-5
- Vijay Raghavan –  Kuan Yang Adrian Tay: 15-12 / 15-12
- Søren B. Nielsen –  Pedro Vanneste: 15-8 / 15-9
- Ong Ewe Hock –  Vladislav Tikhomirov: 15-11 / 15-5
- Seiichi Watanabe –  Anthony Bush: 15-12 / 15-9
- Park Sung-woo –  Marco Vasconcelos: 15-1 / 15-3
- Martin Lundgaard Hansen –  Hu Zhilang: 6-15 / 15-4 / 15-12
- Darren Hall –  Joris van Soerland: 18-16 / 15-5
- Robert Liljequist –  Sun Quan: 15-9 / 10-15 / 15-12
- Heryanto Arbi –  Fernando Silva: 15-9 / 15-7
- Jim Laugesen –  Tan Sian Peng: 17-14 / 15-10
- Kim Hak-kyun –  Yong Hock Kin: 15-4 / 15-4
- Jeroen van Dijk –  Shinji Bito: 15-8 / 15-4
- Ardy Wiranata –  Thomas Søgaard: 15-9 / 18-14
- Ge Cheng –  Takaaki Hayashi: 15-3 / 15-3
- Hendrawan –  Mikhail Korshuk: 15-2 / 15-5
- Anders Nielsen –  Peter Janum: 15-5 / 15-2
- Fung Permadi –  Peter Knowles: w.o.
- Poul-Erik Høyer Larsen –  Andrei Antropow: w.o.

### Sektion 1
|  | 2. Runde | 2. Runde                | 2. Runde | 2. Runde | 2. Runde |  |  | Achtelfinale | Achtelfinale           | Achtelfinale | Achtelfinale | Achtelfinale |  |  | Viertelfinale          | Viertelfinale | Viertelfinale | Viertelfinale | Viertelfinale |  |  | Halbfinale | Halbfinale | Halbfinale | Halbfinale | Halbfinale |
|  |          |                         |          |          |          |  |  |              |                        |              |              |              |  |  |                        |               |               |               |               |  |  |            |            |            |            |            |
|  |          | Poul-Erik Høyer Larsen  | 15       | 15       |          |  |  |              |                        |              |              |              |  |  |                        |               |               |               |               |  |  |            |            |            |            |            |
|  |          | Anders Nielsen          | 7        | 9        |          |  |  |              | Poul-Erik Høyer Larsen | 18           | 15           |              |  |  |                        |               |               |               |               |  |  |            |            |            |            |            |
|  |          | Hendrawan               | 15       | 13       | 15       |  |  |              | Hendrawan              | 17           | 12           |              |  |  |                        |               |               |               |               |  |  |            |            |            |            |            |
|  |          | Ge Cheng                | 4        | 15       | 6        |  |  |              |                        |              |              |              |  |  | Poul-Erik Høyer Larsen | 15            | 15            |               |               |  |  |            |            |            |            |            |
|  |          | Ardy Wiranata           | 15       | 15       |          |  |  |              |                        |              |              |              |  |  | Ardy Wiranata          | 10            | 5             |               |               |  |  |            |            |            |            |            |
|  |          | Jeroen van Dijk         | 8        | 2        |          |  |  |              | Ardy Wiranata          | 15           | 15           |              |  |  |                        |               |               |               |               |  |  |            |            |            |            |            |
|  |          | Kim Hak-kyun            | 15       | 2        | 15       |  |  |              | Kim Hak-kyun           | 7            | 12           |              |  |  |                        |               |               |               |               |  |  |            |            |            |            |            |
|  |          | Jim Laugesen            | 7        | 15       | 10       |  |  |              |                        |              |              |              |  |  | Poul-Erik Høyer Larsen | 15            | 15            |               |               |  |  |            |            |            |            |            |
|  |          | Park Sung-woo           | 15       | 15       |          |  |  |              |                        |              |              |              |  |  | Park Sung-woo          | 3             | 6             |               |               |  |  |            |            |            |            |            |
|  |          | Seiichi Watanabe        | 6        | 3        |          |  |  |              | Park Sung-woo          | 15           | 15           |              |  |  |                        |               |               |               |               |  |  |            |            |            |            |            |
|  |          | Ong Ewe Hock            | 7        | 15       | 15       |  |  |              | Ong Ewe Hock           | 8            | 2            |              |  |  |                        |               |               |               |               |  |  |            |            |            |            |            |
|  |          | Søren B. Nielsen        | 15       | 10       | 8        |  |  |              |                        |              |              |              |  |  | Park Sung-woo          | 18            | 15            |               |               |  |  |            |            |            |            |            |
|  |          | Heryanto Arbi           | 15       | 15       |          |  |  |              |                        |              |              |              |  |  | Heryanto Arbi          | 16            | 11            |               |               |  |  |            |            |            |            |            |
|  |          | Robert Liljequist       | 0        | 5        |          |  |  |              | Heryanto Arbi          | 15           | 15           |              |  |  |                        |               |               |               |               |  |  |            |            |            |            |            |
|  |          | Darren Hall             | 15       | 15       |          |  |  |              | Darren Hall            | 10           | 10           |              |  |  |                        |               |               |               |               |  |  |            |            |            |            |            |
|  |          | Martin Lundgaard Hansen | 4        | 5        |          |  |  |              |                        |              |              |              |  |  |                        |               |               |               |               |  |  |            |            |            |            |            |

### Sektion 2
|  | 2. Runde | 2. Runde               | 2. Runde | 2. Runde | 2. Runde |  |  | Achtelfinale | Achtelfinale           | Achtelfinale | Achtelfinale | Achtelfinale |  |  | Viertelfinale | Viertelfinale | Viertelfinale | Viertelfinale | Viertelfinale |  |  | Halbfinale | Halbfinale | Halbfinale | Halbfinale | Halbfinale |
|  |          |                        |          |          |          |  |  |              |                        |              |              |              |  |  |               |               |               |               |               |  |  |            |            |            |            |            |
|  |          | Rashid Sidek           | 15       | 15       |          |  |  |              |                        |              |              |              |  |  |               |               |               |               |               |  |  |            |            |            |            |            |
|  |          | Fumihiko Machida       | 3        | 1        |          |  |  |              | Rashid Sidek           | 15           | 9            | 15           |  |  |               |               |               |               |               |  |  |            |            |            |            |            |
|  |          | Thomas Stuer-Lauridsen | 15       | 15       |          |  |  |              | Thomas Stuer-Lauridsen | 3            | 15           | 9            |  |  |               |               |               |               |               |  |  |            |            |            |            |            |
|  |          | Vijay Raghavan         | 5        | 4        |          |  |  |              |                        |              |              |              |  |  | Rashid Sidek  | 15            | 5             | 15            |               |  |  |            |            |            |            |            |
|  |          | Fung Permadi           | 15       | 15       |          |  |  |              |                        |              |              |              |  |  | Fung Permadi  | 7             | 15            | 6             |               |  |  |            |            |            |            |            |
|  |          | Kenneth Jonassen       | 10       | 4        |          |  |  |              | Fung Permadi           | 8            | 18           | 15           |  |  |               |               |               |               |               |  |  |            |            |            |            |            |
|  |          | Alan Budikusuma        | 11       | 15       | 15       |  |  |              | Alan Budikusuma        | 15           | 17           | 13           |  |  |               |               |               |               |               |  |  |            |            |            |            |            |
|  |          | Yu Lizhi               | 15       | 5        | 13       |  |  |              |                        |              |              |              |  |  | Rashid Sidek  | 15            | 15            |               |               |  |  |            |            |            |            |            |
|  |          | Lee Kwang-jin          | 6        | 15       | 15       |  |  |              |                        |              |              |              |  |  | Lee Kwang-jin | 6             | 5             |               |               |  |  |            |            |            |            |            |
|  |          | Imay Hendra            | 15       | 8        | 9        |  |  |              | Lee Kwang-jin          | 15           | 15           |              |  |  |               |               |               |               |               |  |  |            |            |            |            |            |
|  |          | Peter Gade             | 15       | 15       |          |  |  |              | Peter Gade             | 13           | 10           |              |  |  |               |               |               |               |               |  |  |            |            |            |            |            |
|  |          | Hermawan Susanto       | 11       | 7        |          |  |  |              |                        |              |              |              |  |  | Lee Kwang-jin | 17            | 15            |               |               |  |  |            |            |            |            |            |
|  |          | Lin Liwen              | 15       | 15       |          |  |  |              |                        |              |              |              |  |  | Lin Liwen     | 16            | 7             |               |               |  |  |            |            |            |            |            |
|  |          | Joko Suprianto         | 11       | 2        |          |  |  |              | Lin Liwen              | 15           | 15           |              |  |  |               |               |               |               |               |  |  |            |            |            |            |            |
|  |          | Dipankar Bhattacharjee | 15       | 15       |          |  |  |              | Dipankar Bhattacharjee | 1            | 12           |              |  |  |               |               |               |               |               |  |  |            |            |            |            |            |
|  |          | Lasse Lindelöf         | 5        | 9        |          |  |  |              |                        |              |              |              |  |  |               |               |               |               |               |  |  |            |            |            |            |            |

## Dameneinzel

### 1. Runde
- Alison Humby –  Emma Constable: 11-0 / 11-2
- Dai Yun –  Tanja Berg: 11-6 / 11-0
- Zeng Yaqiong –  Irina Yakusheva: 12-9 / 11-4
- Hisako Mizui –  Kelly Morgan: 11-3 / 11-1
- Neli Boteva –  Tanya Woodward: 11-5 / 9-11 / 11-9
- Lidya Djaelawijaya –  Zanetta Lee: 11-2 / 11-3
- Takako Ida –  Debra O’Connor: 11-4 / 11-0
- Heather Poole –  Julia Mann: 12-9 / 11-8
- Mette Pedersen –  Elena Rybkina: 12-11 / 11-3
- Yasuko Mizui –  Zarinah Abdullah: 8-11 / 12-10 / 11-2
- Satomi Igawa –  Andrea Ódor: 11-4 / 12-10
- Mette Sørensen –  Rhona Robertson: 3-11 / 11-3 / 11-5
- Lotte Thomsen –  Jeng Shwu-zen: w.o.
- Ra Kyung-min –  Margit Borg: w.o.
- Jihyun Marr –  Chan Ya-lin: w.o.
- Zhang Ning –  Amparo Lim: w.o.
- Ye Zhaoying –  Elena Sukhareva: 11-4 / 11-4
- Lotte Thomsen –  Alison Humby: 12-10 / 11-1
- Mia Audina –  Chan Chia Fong: 11-7 / 11-2
- Dai Yun –  Ra Kyung-min: 11-7 / 11-1
- Sandra Dimbour –  Gillian Martin: 11-5 / 12-10
- Jihyun Marr –  Zeng Yaqiong: 11-9 / 11-2
- Yao Yan –  Charmaine Reid: 11-4 / 11-4
- Hisako Mizui –  Neli Boteva: 11-1 / 11-0
- Zhang Ning –  Lidya Djaelawijaya: 11-1 / 8-11 / 11-7

### Sektion 1
|  | 2. Runde | 2. Runde           | 2. Runde | 2. Runde | 2. Runde |  |  | Achtelfinale | Achtelfinale   | Achtelfinale | Achtelfinale | Achtelfinale |  |  | Viertelfinale  | Viertelfinale | Viertelfinale | Viertelfinale | Viertelfinale |  |  | Halbfinale | Halbfinale | Halbfinale | Halbfinale | Halbfinale |
|  |          |                    |          |          |          |  |  |              |                |              |              |              |  |  |                |               |               |               |               |  |  |            |            |            |            |            |
|  |          | Bang Soo-hyun      | 11       | 11       |          |  |  |              |                |              |              |              |  |  |                |               |               |               |               |  |  |            |            |            |            |            |
|  |          | Kennie Asuncion    | 1        | 3        |          |  |  |              | Bang Soo-hyun  | 11           | 11           |              |  |  |                |               |               |               |               |  |  |            |            |            |            |            |
|  |          | Takako Ida         | 11       | 11       |          |  |  |              | Takako Ida     | 1            | 0            |              |  |  |                |               |               |               |               |  |  |            |            |            |            |            |
|  |          | Heather Poole      | 6        | 1        |          |  |  |              |                |              |              |              |  |  | Bang Soo-hyun  | 7             | 11            | 12            |               |  |  |            |            |            |            |            |
|  |          | Camilla Martin     | 11       | 11       |          |  |  |              |                |              |              |              |  |  | Camilla Martin | 11            | 6             | 10            |               |  |  |            |            |            |            |            |
|  |          | Lee Soon-deuk      | 2        | 2        |          |  |  |              | Camilla Martin | 11           | 11           |              |  |  |                |               |               |               |               |  |  |            |            |            |            |            |
|  |          | Zhang Ning         | 11       | 8        | 11       |  |  |              | Zhang Ning     | 8            | 3            |              |  |  |                |               |               |               |               |  |  |            |            |            |            |            |
|  |          | Lidya Djaelawijaya | 1        | 11       | 7        |  |  |              |                |              |              |              |  |  | Bang Soo-hyun  | 11            | 5             | 11            |               |  |  |            |            |            |            |            |
|  |          | Susi Susanti       | 11       | 11       |          |  |  |              |                |              |              |              |  |  | Susi Susanti   | 7             | 11            | 4             |               |  |  |            |            |            |            |            |
|  |          | Lee Joo-hyun       | 3        | 6        |          |  |  |              | Susi Susanti   | 11           | 11           |              |  |  |                |               |               |               |               |  |  |            |            |            |            |            |
|  |          | Mette Sørensen     | 11       | 4        | 11       |  |  |              | Mette Sørensen | 4            | 5            |              |  |  |                |               |               |               |               |  |  |            |            |            |            |            |
|  |          | Satomi Igawa       | 7        | 11       | 5        |  |  |              |                |              |              |              |  |  | Susi Susanti   | 12            | 11            |               |               |  |  |            |            |            |            |            |
|  |          | Han Jingna         | 11       | 11       |          |  |  |              |                |              |              |              |  |  | Han Jingna     | 10            | 0             |               |               |  |  |            |            |            |            |            |
|  |          | Noriko Hori        | 1        | 3        |          |  |  |              | Han Jingna     | 11           | 11           |              |  |  |                |               |               |               |               |  |  |            |            |            |            |            |
|  |          | Mette Pedersen     | 11       | 3        | 11       |  |  |              | Mette Pedersen | 1            | 3            |              |  |  |                |               |               |               |               |  |  |            |            |            |            |            |
|  |          | Yasuko Mizui       | 7        | 11       | 3        |  |  |              |                |              |              |              |  |  |                |               |               |               |               |  |  |            |            |            |            |            |

### Sektion 2
|  | 2. Runde | 2. Runde        | 2. Runde | 2. Runde | 2. Runde |  |  | Achtelfinale | Achtelfinale   | Achtelfinale | Achtelfinale | Achtelfinale |  |  | Viertelfinale | Viertelfinale | Viertelfinale | Viertelfinale | Viertelfinale |  |  | Halbfinale | Halbfinale | Halbfinale | Halbfinale | Halbfinale |
|  |          |                 |          |          |          |  |  |              |                |              |              |              |  |  |               |               |               |               |               |  |  |            |            |            |            |            |
|  |          | Ye Zhaoying     | 11       | 11       |          |  |  |              |                |              |              |              |  |  |               |               |               |               |               |  |  |            |            |            |            |            |
|  |          | Elena Sukhareva | 4        | 4        |          |  |  |              | Ye Zhaoying    | 12           | 11           |              |  |  |               |               |               |               |               |  |  |            |            |            |            |            |
|  |          | Lotte Thomsen   | w/o      |          |          |  |  |              | Lotte Thomsen  | 9            | 3            |              |  |  |               |               |               |               |               |  |  |            |            |            |            |            |
|  |          | Alison Humby    | scr      |          |          |  |  |              |                |              |              |              |  |  | Ye Zhaoying   | 11            | 11            |               |               |  |  |            |            |            |            |            |
|  |          | Dai Yun         | 11       | 11       |          |  |  |              |                |              |              |              |  |  | Dai Yun       | 2             | 8             |               |               |  |  |            |            |            |            |            |
|  |          | Ra Kyung-min    | 7        | 1        |          |  |  |              | Dai Yun        | 11           | 10           | 11           |  |  |               |               |               |               |               |  |  |            |            |            |            |            |
|  |          | Mia Audina      | 11       | 11       |          |  |  |              | Mia Audina     | 0            | 12           | 1            |  |  |               |               |               |               |               |  |  |            |            |            |            |            |
|  |          | Chan Chia Fong  | 7        | 2        |          |  |  |              |                |              |              |              |  |  | Ye Zhaoying   | 11            | 7             | 11            |               |  |  |            |            |            |            |            |
|  |          | Kim Ji-hyun     | 11       | 11       |          |  |  |              |                |              |              |              |  |  | Kim Ji-hyun   | 5             | 11            | 5             |               |  |  |            |            |            |            |            |
|  |          | Zeng Yaqiong    | 9        | 2        |          |  |  |              | Kim Ji-hyun    | 11           | 11           |              |  |  |               |               |               |               |               |  |  |            |            |            |            |            |
|  |          | Sandra Dimbour  | 11       | 12       |          |  |  |              | Sandra Dimbour | 4            | 3            |              |  |  |               |               |               |               |               |  |  |            |            |            |            |            |
|  |          | Gillian Martin  | 5        | 10       |          |  |  |              |                |              |              |              |  |  | Kim Ji-hyun   | 12            | 5             | 11            |               |  |  |            |            |            |            |            |
|  |          | Yao Yan         | 11       | 11       |          |  |  |              |                |              |              |              |  |  | Yao Yan       | 11            | 11            | 8             |               |  |  |            |            |            |            |            |
|  |          | Charmaine Reid  | 4        | 4        |          |  |  |              | Yao Yan        | 11           | 12           |              |  |  |               |               |               |               |               |  |  |            |            |            |            |            |
|  |          | Hisako Mizui    | 11       | 11       |          |  |  |              | Hisako Mizui   | 2            | 10           |              |  |  |               |               |               |               |               |  |  |            |            |            |            |            |
|  |          | Neli Boteva     | 1        | 0        |          |  |  |              |                |              |              |              |  |  |               |               |               |               |               |  |  |            |            |            |            |            |

## Herrendoppel

### Qualifikation 1. Runde
- David Cocagne /  Marco Vasconcelos –  Phil Drew /  Tim Willis: 18-16 / 13-15 / 15-13
- Richard Doling /  Rodger Mistri –  Bjarne Nielsen /  Jakob Toft: 15-5 / 15-4
- Jonathan Bolduc /  Dominic Poulin –  Hiroyuki Yamaguchi /  Yuji Yoshikawa: 15-3 / 15-10

### Qualifikation 2. Runde
- Yu Hirata /  Hiroshi Shimizu –  David Cocagne /  Marco Vasconcelos: 15-11 / 15-11
- Richard Doling /  Rodger Mistri –  Jonathan Bolduc /  Dominic Poulin: 15-9 / 15-7
- Naohiko Atsuta /  Kimihiko Obuki –  Gavin Simpson /  Adam Smith: 15-6 / 3-15 / 15-11
- John Cooper /  Andrew Redman –  Johnny Petersen /  Klaus Unger: 15-4 / 15-3

### 1. Runde
- Allan Borch /  Janek Roos –  Christian Hinteregger /  Andreas Pichler: 15-0 / 15-0
- Ha Tae-kwon /  Kang Kyung-jin –  Brent Olynyk /  Iain Sydie: 15-11 / 15-8
- Jens Eriksen /  Thomas Søgaard –  Ruud Kuijten /  Pedro Vanneste: 9-15 / 15-9 / 15-10
- Choong Tan Fook /  Lee Wan Wah –  Lee Boosey /  Neil Waterman: 15-5 / 15-3
- Pawel Uwarow /  Nikolai Sujew –  Ricardo Fernandes /  Fernando Silva: 15-12 / 15-2
- Yap Yee Guan /  Yap Yee Hup –  Takaaki Hayashi /  Norio Imai: 15-9 / 17-15
- Michael Søgaard /  Henrik Svarrer –  Mikhail Korshuk /  Vitaliy Shmakov: 15-3 / 15-3
- Søren Hansen /  Peter Janum –  Martin Andrew /  Peter Jeffrey: 9-15 / 15-4 / 18-16
- Ge Cheng /  Tao Xiaoqiang –  Richard Doling /  Rodger Mistri: 15-6 / 15-6
- Simon Archer /  Chris Hunt –  Chew Choon Eng /  Rosman Razak: 15-3 / 15-10
- Jean-Frédéric Massias /  Robert Nock –  Boris Kessov /  Theodoros Velkos: 15-10 / 15-11
- Kim Dong-moon /  Yoo Yong-sung –  Mike Edstrom /  Chris Hales: 15-1 / 15-2
- Steve Isaac /  Nathan Robertson –  Mike Beres /  Bryan Moody: 9-15 / 15-9 / 15-3
- Jim Laugesen /  Thomas Stavngaard –  Robert Mateusiak /  Damian Pławecki: 15-5 / 15-8
- Anders Jensen /  Hans Meldgård –  Enrico La Rosa /  Gianmarco La Rosa: 15-3 / 15-8
- Imay Hendra /  Julian Robertson –  James Anderson /  Ian Pearson: 4-15 / 15-8 / 15-12

### 2. Runde
- Ricky Subagja /  Rexy Mainaky –  Vijay Raghavan /  Srishail: 15-3 / 15-2
- Ha Tae-kwon /  Kang Kyung-jin –  Allan Borch /  Janek Roos: 13-18 / 15-9 / 15-7
- Huang Zhanzhong /  Jiang Xin –  Mario Carulla /  Tjitte Weistra: 15-7 / 15-1
- Choong Tan Fook /  Lee Wan Wah –  Jens Eriksen /  Thomas Søgaard: 11. Sep
- S. Antonius Budi Ariantho /  Denny Kantono –  Manuel Dubrulle /  Vincent Laigle: 15-1 / 15-6
- Yap Yee Guan /  Yap Yee Hup –  Pawel Uwarow /  Nikolai Sujew: 15-8 / 15-11
- Peter Axelsson /  Pär-Gunnar Jönsson –  Stephan Kuhl /  Björn Siegemund: 15-7 / 15-8
- Michael Søgaard /  Henrik Svarrer –  Søren Hansen /  Peter Janum: 15-3 / 15-6
- Simon Archer /  Chris Hunt –  Ge Cheng /  Tao Xiaoqiang: 15-6 / 15-5
- Jon Holst-Christensen /  Thomas Lund –  Shinji Bito /  Fumihiko Machida: 15-8 / 15-6
- Kim Dong-moon /  Yoo Yong-sung –  Jean-Frédéric Massias /  Robert Nock: 15-3 / 15-2
- Rudy Gunawan /  Bambang Suprianto –  John Cooper /  Andrew Redman: 15-2 / 15-4
- Jim Laugesen /  Thomas Stavngaard –  Steve Isaac /  Nathan Robertson: 15-6 / 15-7
- Tony Gunawan /  Rudy Wijaya –  Keita Masuda /  Tadashi Ohtsuka: 15-4 / 15-6
- Imay Hendra /  Julian Robertson –  Anders Jensen /  Hans Meldgård: 15-2 / 15-3
- Cheah Soon Kit /  Yap Kim Hock –  Patrick Lau Kim Pong /  Tan Sian Peng: 15-4 / 15-7

### Achtelfinale
- Ricky Subagja /  Rexy Mainaky –  Ha Tae-kwon /  Kang Kyung-jin: 15-10 / 15-6
- Huang Zhanzhong /  Jiang Xin –  Choong Tan Fook /  Lee Wan Wah: 15-5 / 15-7
- S. Antonius Budi Ariantho /  Denny Kantono –  Yap Yee Guan /  Yap Yee Hup: 15-1 / 15-4
- Michael Søgaard /  Henrik Svarrer –  Peter Axelsson /  Pär-Gunnar Jönsson: 8-15 / 15-8 / 15-12
- Jon Holst-Christensen /  Thomas Lund –  Simon Archer /  Chris Hunt: 15-9 / 15-4
- Kim Dong-moon /  Yoo Yong-sung –  Rudy Gunawan /  Bambang Suprianto: 15-13 / 15-13
- Tony Gunawan /  Rudy Wijaya –  Jim Laugesen /  Thomas Stavngaard: 16-17 / 15-5 / 15-10
- Cheah Soon Kit /  Yap Kim Hock –  Imay Hendra /  Julian Robertson: 15-11 / 15-8

### Viertelfinale
- Ricky Subagja /  Rexy Mainaky –  Huang Zhanzhong /  Jiang Xin: 15-7 / 18-13
- S. Antonius Budi Ariantho /  Denny Kantono –  Michael Søgaard /  Henrik Svarrer: 15-11 / 15-9
- Jon Holst-Christensen /  Thomas Lund –  Kim Dong-moon /  Yoo Yong-sung: 15-12 / 15-12
- Cheah Soon Kit /  Yap Kim Hock –  Tony Gunawan /  Rudy Wijaya: 15-8 / 15-10

### Halbfinale
- Ricky Subagja /  Rexy Mainaky –  S. Antonius Budi Ariantho /  Denny Kantono: 6-15 / 15-11 / 15-7
- Cheah Soon Kit /  Yap Kim Hock –  Jon Holst-Christensen /  Thomas Lund: 15-12 / 18-16

### Finale
- Ricky Subagja /  Rexy Mainaky –  Cheah Soon Kit /  Yap Kim Hock: 15-6 / 15-5

## Damendoppel

### 1. Runde
- Ge Fei /  Gu Jun –  Tatiana Gerassimovitch /  Vlada Chernyavskaya: 15-7 / 15-0
- Finarsih /  Lili Tampi –  Gillian Gowers /  Sarah Hardaker: 15-8 / 15-0
- Lisbet Stuer-Lauridsen /  Marlene Thomsen –  Aiko Miyamura /  Akiko Miyamura: 18-17 / 15-9
- Lorraine Cole /  Karen Peatfield –  Monica Memoli /  Maria Luisa Mur: 15-6 / 15-5
- Julie Bradbury /  Joanne Goode –  Silvia Albrecht /  Santi Wibowo: 15-4 / 15-9
- Hisako Mizui /  Yasuko Mizui –  Tanja Berg /  Mette Pedersen: 15-11 / 18-17
- Qin Yiyuan /  He Tian Tang –  Eline Coene /  Erica van den Heuvel: 15-9 / 15-8
- Chung Jae-hee /  Park Soo-yun –  Chen Li-chin /  Tsai Hui-min: 13-15 / 15-8 / 8-7 ret.
- Qian Hong /  Wang Li –  Andrea Dakó /  Adrienn Kocsis: 15-7 / 15-0
- Eliza Nathanael /  Zelin Resiana –  Tammy Jenkins /  Rhona Robertson: 15-3 / 15-4
- Neli Boteva /  Diana Koleva –  Elma Ong /  Moira Ong: 17-14 / 15-2
- Helene Kirkegaard /  Rikke Olsen –  Kennie Asuncion /  Amparo Lim: 15-1 / 15-4
- Kelly Morgan /  Joanne Muggeridge –  Rii Matsumoto /  Kaori Mori: 15-4 / 15-9
- Ann Jørgensen /  Lotte Olsen –  Kim Mee-hyang /  Kim Shin-young: 15-3 / 10-15 / 15-11
- Tomomi Matsuo /  Masako Sakamoto –  Linda French /  Erika Von Heiland: 15-2 / 15-3
- Chen Ying /  Peng Xinyong –  Chan Ya-lin /  Jeng Shwu-zen: w.o.

### Achtelfinale
- Ge Fei /  Gu Jun –  Finarsih /  Lili Tampi: 15-9 / 15-6
- Lisbet Stuer-Lauridsen /  Marlene Thomsen –  Lorraine Cole /  Karen Peatfield: 15-5 / 15-8
- Julie Bradbury /  Joanne Goode –  Hisako Mizui /  Yasuko Mizui: 15-0 / 15-7
- Qin Yiyuan /  He Tian Tang –  Chung Jae-hee /  Park Soo-yun: 15-2 / 15-4
- Eliza Nathanael /  Zelin Resiana –  Qian Hong /  Wang Li: 15-11 / 9-15 / 15-4
- Helene Kirkegaard /  Rikke Olsen –  Neli Boteva /  Diana Koleva: 15-3 / 15-3
- Ann Jørgensen /  Lotte Olsen –  Kelly Morgan /  Joanne Muggeridge: 15-5 / 15-7
- Chen Ying /  Peng Xinyong –  Tomomi Matsuo /  Masako Sakamoto: 17-14 / 15-7

### Viertelfinale
- Ge Fei /  Gu Jun –  Lisbet Stuer-Lauridsen /  Marlene Thomsen: 15-12 / 13-15 / 15-10
- Qin Yiyuan /  He Tian Tang –  Julie Bradbury /  Joanne Goode: 15-13 / 18-15
- Helene Kirkegaard /  Rikke Olsen –  Eliza Nathanael /  Zelin Resiana: 15-11 / 12-15 / 15-6
- Ann Jørgensen /  Lotte Olsen –  Chen Ying /  Peng Xinyong: 15-3 / 15-6

### Halbfinale
- Ge Fei /  Gu Jun –  Qin Yiyuan /  He Tian Tang: 15-12 / 15-13
- Helene Kirkegaard /  Rikke Olsen –  Ann Jørgensen /  Lotte Olsen: 15-4 / 15-4

### Finale
- Ge Fei /  Gu Jun –  Helene Kirkegaard /  Rikke Olsen: 15-3 / 15-7

## Mixed

### 1. Runde
- Nathan Robertson /  Sarah Hardaker –  Hiroyuki Yamaguchi /  Kaori Mori: 15-7 / 15-11
- James Anderson /  Emma Constable –  Gianmarco La Rosa /  Monica Memoli: 15-6 / 15-4
- Thomas Stavngaard /  Ann Jørgensen –  Enrico La Rosa /  Maria Luisa Mur: 15-5 / 15-6
- Brent Olynyk /  Heather Poole –  Naohiko Atsuta /  Tomoka Yoshioka: 15-5 / 15-2
- Chris Hunt /  Gillian Gowers –  Manuel Dubrulle /  Virginie Delvingt: 18-14 / 15-10
- Peter Jeffrey /  Ella Tripp –  Tadashi Ohtsuka /  Naoko Miyake: 15-7 / 15-0
- Seiichi Watanabe /  Tomomi Matsuo –  Mario Carulla /  Adrienn Kocsis: 15-3 / 15-2
- Mike Beres /  Kara Solmundson –  Lars Rasmussen /  Birna Petersen: 15-7 / 15-5

### 2. Runde
- Nathan Robertson /  Sarah Hardaker –  Keita Masuda /  Noriko Hori: 15-7 / 15-7
- Jan-Eric Antonsson /  Astrid Crabo –  Kimihiko Obuki /  Satomi Igawa: 15-10 / 15-3
- Nikolai Sujew /  Marina Yakusheva –  James Anderson /  Emma Constable: 15-10 / 15-1
- Simon Archer /  Julie Bradbury –  Mikhail Korshuk /  Tatiana Gerassimovitch: 15-4 / 15-2
- Thomas Stavngaard /  Ann Jørgensen –  Yu Hirata /  Hiromi Ban: 15-6 / 15-4
- Tao Xiaoqiang /  Wang Xiaoyuan –  Mette Laesoe /  Bjarne Nielsen: 15-1 / 15-1
- Julian Robertson /  Lorraine Cole –  Brent Olynyk /  Heather Poole: 15-7 / 15-4
- Chris Hunt /  Gillian Gowers –  Jean-Francois Mercier /  Anthea Poon: 15-4 / 17-16
- Michael Søgaard /  Rikke Olsen –  Andreas Pichler /  Beate Dejaco: 15-0 / 15-1
- Peter Jeffrey /  Ella Tripp –  Yuji Yoshikawa /  Rii Matsumoto: 15-1 / 15-8
- Park Joo-bong /  Ra Kyung-min –  Chen Xingdong /  Peng Xinyong: 15-6 / 15-6
- Seiichi Watanabe /  Tomomi Matsuo –  Pawel Uwarow /  Ella Diehl: 15-6 / 15-3
- Nick Ponting /  Joanne Goode –  Vitaliy Shmakov /  Vlada Chernyavskaya: 15-4 / 15-4
- Peter Axelsson /  Catrine Bengtsson –  Mike Beres /  Kara Solmundson: 15-6 / 15-8
- Tri Kusharyanto /  Minarti Timur –  He Tim /  Chan Oi Ni: w.o.
- Liu Jianjun /  Sun Man –  Jens Eriksen /  Helene Kirkegaard: w.o.

### Achtelfinale
- Tri Kusharyanto /  Minarti Timur –  Nathan Robertson /  Sarah Hardaker: 15-9 / 13-15 / 15-5
- Jan-Eric Antonsson /  Astrid Crabo –  Nikolai Sujew /  Marina Yakusheva: 17-16 / 11-15 / 18-17
- Simon Archer /  Julie Bradbury –  Thomas Stavngaard /  Ann Jørgensen: 15-13 / 15-4
- Tao Xiaoqiang /  Wang Xiaoyuan –  Julian Robertson /  Lorraine Cole: 15-6 / 12-15 / 15-6
- Michael Søgaard /  Rikke Olsen –  Chris Hunt /  Gillian Gowers: 15-9 / 15-2
- Park Joo-bong /  Ra Kyung-min –  Peter Jeffrey /  Ella Tripp: 15-2 / 15-0
- Nick Ponting /  Joanne Goode –  Seiichi Watanabe /  Tomomi Matsuo: 15-8 / 15-4
- Peter Axelsson /  Catrine Bengtsson –  Liu Jianjun /  Sun Man: 15-8 / 18-16

### Viertelfinale
- Jan-Eric Antonsson /  Astrid Crabo –  Tri Kusharyanto /  Minarti Timur: 15-6 / 15-5
- Simon Archer /  Julie Bradbury –  Tao Xiaoqiang: 14-18 / 18-17 / 15-10
- Park Joo-bong /  Ra Kyung-min –  Michael Søgaard /  Rikke Olsen: 15-10 / 15-10
- Nick Ponting /  Joanne Goode –  Peter Axelsson /  Catrine Bengtsson: 15-9 / 15-8

### Halbfinale
- Simon Archer /  Julie Bradbury –  Jan-Eric Antonsson /  Astrid Crabo: 15-4 / 14-17 / 15-11
- Park Joo-bong /  Ra Kyung-min –  Nick Ponting /  Joanne Goode: 15-6 / 15-10

### Finale
- Park Joo-bong /  Ra Kyung-min –  Simon Archer /  Julie Bradbury: 15-10 / 15-10